# Josefskloster
Josephskloster nennt man ein Kloster bzw. eine Ordensniederlassung, die nach dem Heiligen Josef von Nazaret, dem Gatten der Maria, Mutter Jesu, benannt sind.
in Deutschland:
- Karmel St. Josef (Hannover)
- Kloster St. Josef (Aiterhofen)
- Kloster St. Joseph (Altötting)
- Kloster Sankt Josef (Neumarkt in der Oberpfalz), Bayern (Schwestern vom Göttlichen Erlöser/Niederbronner Schwestern)
- Karmel St. Joseph in Köln, Nordrhein-Westfalen (Karmelitinnen)
- Kloster St. Joseph in Landshut, Bayern (Ursulinen)
- Redemptoristenkloster Sankt Josef (Trier)
- Josefskloster Viersen

Frankreich:
- Benediktinerinnenkloster Cotignac im Département Var
- Benediktinerkloster Saint-Joseph de Clairval im Département Côte-d’Or

Österreich:
- Karmelitinnenkonvent Graz, Karmel St. Josef, Steiermark (Unbeschuhte Karmelitinnen)
- Karmel St. Josef und St. Teresa, Innsbruck, Tirol (Unbeschuhte Karmelitinnen)
- Karmeliterkloster Mayerling, Niederösterreich (Theresianische Karmeliter)
- Kloster St. Josef, Wien-Hietzing (Unbeschuhte Karmelitinnen), siehe Faniteum
- Kloster St. Josef (Maria Roggendorf), Benediktinerkloster

Weitere:
- Zisterzienserabtei São José do Rio Pardo, Brasilien
- St. Joseph Monastery (St. Marys), Pennsylvania, USA
- St. Joseph Monastery (Irvington), Baltimore
- St. Joseph’s Monastery (Bikarnakatte), Indien

Ehemalige Niederlassungen:
- Altes Karmelitinnenkonvent Graz (1643–1782, Unbeschuhte Karmelitinnen, Neutorgasse), Steiermark – 1934 abgerissen, heute Haus der Graz AG
- Josefskloster Borschemich (1688) – heute Jugendhaus des Bistums Aachen